# Liste der Brücken über die Sihl
Die Liste der Brücken über die Sihl enthält die Sihl-Brücken von der Quelle am Drusberg bis zur Mündung am Platzspitz in die Limmat.

## Brückenliste
82 Brücken führen über den Fluss: 53 Strassenbrücken, 19 Fussgängerbrücken, neun Eisenbahnbrücken und eine Rohrbrücke.

### Oberes Sihltal
30 Brücken überspannen den Fluss im Schwyzer Sihltal.
| Bild                 | Name                                           | Ort                             | Lage | Funktion                                                                                     | Konstruktion                      | Material    | Länge in m | Höhe m ü. M. | Bemerkungen |
| -------------------- | ---------------------------------------------- | ------------------------------- | ---- | -------------------------------------------------------------------------------------------- | --------------------------------- | ----------- | ---------- | ------------ | --- |
|                      | Unbenannter Steg                               | Studen                          |      | Fussgängerbrücke                                                                             | Balkenbrücke                      | Holz        | 5          | 1587         | Bergwanderweg |
|                      | Unbenannter Steg                               | Studen                          |      | Fussgängerbrücke                                                                             | Hängebrücke                       | Stahl       | 8          | 1445         | Brücke mit talseitigem Geländer Bergwanderweg |
|                      | Unbenannter Steg                               | Studen                          |      | Fussgängerbrücke                                                                             | Balkenbrücke                      | Stahl       | 10         | 1167         | Brücke mit Gitterrostboden und talseitigem Geländer, gebaut wahrscheinlich 1993 Bergwanderweg |
|                      | Ochsenbodenstrasse-Brücke                      | Studen                          |      | Strassenbrücke (zweispurig)                                                                  | Bogenbrücke                       | Beton       | 40         | 1032         | Höchstgeschwindigkeit 80 km/h, Höchstgewicht 16 t Wanderweg |
|                      | Ochsenbodenstrasse-Brücke                      | Studen                          |      | Strassenbrücke (zweispurig) mit Rohrleitung an der talseitigen Brückenwand                   | Balkenbrücke                      | Beton       | 15         | 1018         | Höchstgeschwindigkeit 80 km/h, Höchstgewicht 16 t Wanderweg |
|                      | Ochsenbodenstrasse-Brücke                      | Studen                          |      | Strassenbrücke (zweispurig)                                                                  | Balkenbrücke                      | Beton       | 18         | 964          | Brücke mit Mittelpfeiler und Metallgeländer Abschliessbare Schranke mit Hinweistafel «HALT - SCHIESSGEFAHR, Durchgang verboten» Höchstgeschwindigkeit 80 km/h, Höchstgewicht 16 t Wanderweg |
|                      | Unbenannter Steg                               | Studen                          |      | Fussgängerbrücke                                                                             | Balkenbrücke                      | Stahl       | 25         | 958          | Brücke mit drei Betonpfeilern und Holzbretterboden Die private Brücke befindet sich auf dem Areal des Erprobungszentrums Ochsenboden. |
|                      | Unbenannte Brücke                              | Studen                          |      | Strassenbrücke (einspurig)                                                                   | Balkenbrücke                      | Beton       | 25         | 954          | Brücke mit Metallgeländer und Mittelpfeiler Die private Brücke befindet sich auf dem Areal des Erprobungszentrums Ochsenboden. |
|                      | Unbenannte Brücke                              | Studen                          |      | Strassenbrücke (einspurig)                                                                   | Balkenbrücke                      | Beton       | 20         | 953          | Brücke ohne Geländer mit Mittelpfeiler und Rohrleitung an der bergseitigen Brückenwand Die private Brücke befindet sich auf dem Areal des Erprobungszentrums Ochsenboden. |
|                      | Unbenannte Brücke                              | Studen                          |      | Strassenbrücke (einspurig)                                                                   | Balkenbrücke                      | Beton       | 20         | 942          | Die private Brücke befindet sich auf dem Areal des Erprobungszentrums Ochsenboden. |
|                      | Unbenannte Brücke                              | Studen                          |      | Strassenbrücke (einspurig)                                                                   | Balkenbrücke                      | Beton       | 18         | 938          | Brücke ohne Geländer mit Mittelpfeiler Die private Brücke befindet sich auf dem Areal des Erprobungszentrums Ochsenboden. |
|                      | Unbenannte Brücke                              | Studen                          |      | Strassenbrücke (einspurig) mit abschliessbarem Metallzaun-Schiebetor                         | Balkenbrücke                      | Beton       | 20         | 937          | Brücke ohne Geländer mit Mittelpfeiler Die private Brücke befindet sich auf dem Areal des Erprobungszentrums Ochsenboden. |
|                      | Ochsenbodenstrasse-Brücke                      | Studen                          |      | Strassenbrücke (zweispurig) mit Rohrleitung an der talseitigen Brückenwand                   | Balkenbrücke                      | Beton       | 28         | 926          | Brücke mit gemauertem Mittelpfeiler, gebaut 1933 Sackgasse Höchstgeschwindigkeit 40 km/h PostAuto-Buslinie 553 (Einsiedeln – Willerzell – Studen – Ochsenboden) Wanderweg |
|                      | Unbenannter Steg                               | Studen                          |      | Fussgängerbrücke                                                                             | Bachdurchlass                     | Stein       | 25         | 919          | Übergang ist nicht behindertengerecht (Treppe) |
|                      | Unbenannte Brücke                              | Studen                          |      | Feldwegbrücke                                                                                | Balkenbrücke                      | Stahl       | 18         | 910          | Brücke mit Mittelpfeiler Zufahrtsstrasse |
|                      | Oberstudenstrasse-Brücke                       | Studen                          |      | Strassenbrücke (einspurig)                                                                   | Balkenbrücke                      | Beton       | 15         | 900          | Brücke mit Metallgeländer und Mittelpfeiler Allgemeines Fahrverbot (Zufahrtsstrasse) Höchstgewicht 28 t |
|                      | Unbenannte Brücke                              | Studen                          |      | Feldwegbrücke                                                                                | Balkenbrücke                      | Stahl       | 15         | 899          | |
|                      | St. Nikolaus-Brücke (Einsiedlerstrasse)        | Studen                          |      | Strassenbrücke (zweispurig) mit abgetrenntem Trottoir                                        | Balkenbrücke                      | Beton       | 25         | 892          | Gebaut 2006 Achtung Schulkinder Höchstgeschwindigkeit 80 km/h PostAuto-Buslinie 553 (Einsiedeln – Willerzell – Studen – Ochsenboden) Veloland-Route 76 Ibergeregg-Sattelegg-Linth (Etappe 1 Schwyz–Einsiedeln (Willerzell)) Wanderweg |
|                      | Höhport-Brücke (Rütistrasse)                   | Euthal                          |      | Strassenbrücke (zweispurig) mit Trottoir und Rohrleitung an der bergseitigen Brückenwand 386 | Balkenbrücke                      | Beton Stahl | 40         | 889          | Gebaut 1936 von der Etzelwerk AG, ersetzte gedeckte Holzbrücke von 1862 Höchstgeschwindigkeit 80 km/h PostAuto-Buslinien 555 (Einsiedeln – Oberiberg – Hoch-Ybrig, Laucheren) und 556 (Einsiedeln – Unteriberg – Hoch-Ybrig,, Weglosen) Wanderweg Flussaufwärts auf der linken Flussseite befindet sich das national geschützte Amphibienlaichgebiet Breitried/Schützenried. Talwärts auf der rechten Seite des Sihlsees befindet sich das national geschützte Amphibienlaichgebiet Oberer Sihlsee Euthal. |
|                      | Steinbach-Viadukt (Brücke über den Sihlsee)    | Euthal                          |      | Strassenbrücke (zweispurig) mit abgetrenntem Trottoir 386                                    | Balkenbrücke                      | Beton       | 441        | 889          | Brücke auf Pfeilern, gebaut 2011–2014, ersetzte Brücke sihlabwärts aus dem Jahr 1937, abgebrochen nach Eröffnung der neuen Brücke Höchstgeschwindigkeit 60 km/h Gemeinsamer Rad- und Fussweg (Fahrtrichtung Ybrig) Fussweg (Fahrtrichtung Einsiedeln) PostAuto-Buslinien 555 (Einsiedeln – Oberiberg – Hoch-Ybrig, Laucheren) und 556 (Einsiedeln – Unteriberg – Hoch-Ybrig,, Weglosen) Wanderweg Talwärts auf der rechten Seite des Sihlsees befindet sich das national geschützte Amphibienlaichgebiet Sihlsee S Schönbächli. Talwärts auf der linken Seite des Sihlsees befindet sich das national geschützte Amphibienlaichgebiet Sihlsee Steinbach (Lukasrank). |
|                      | Willerzeller-Viadukt (Brücke über den Sihlsee) | Einsiedeln-Birchli – Willerzell |      | Strassenbrücke (zweispurig)                                                                  | Balkenbrücke                      | Beton Stahl | 1114       | 889          | Brücke mit 46 Jochen, eröffnet 1937, wird 2022–2024 saniert mit Strassensperrung für rund 15 Monate, sowie um das Jahr 2038 auf 5,4 m verbreitert, ersetzte gedeckte Holzbrücke, abgebrochen 1934 Höchstgeschwindigkeit 60 km/h, Höchstgewicht 16 t, Höchstbreite 2,3 m Die SBB ist Eigentümer der Brücke. PostAuto-Buslinien 552 (Einsiedeln – Willerzell – Egg SZ – Einsiedeln) und 553 (Einsiedeln – Willerzell – Studen – Ochsenboden) Mountainbikeland-Route 2 Panorama Bike (Etappe 5 Niederurnen–Einsiedeln) Veloland-Route 9 Seen-Route (Etappe 8 Einsiedeln–Niederurnen)                                                                                    |
|                      | Sihlsee Staumauer-Brücke                       | Egg                             |      | Talsperre mit Strassenbrücke (einspurig)                                                     | Talsperre                         | Beton       | 124        | 889          | Schwergewichts-Staumauer, gebaut 1932–1936 Der Sihlsee ist flächenmässig der grösste Stausee der Schweiz. Höchstgeschwindigkeit 80 km/h PostAuto-Buslinie 552 (Einsiedeln – Willerzell – Egg SZ – Einsiedeln) Vortritt vor dem Gegenverkehr (Fahrtrichtung Einsiedeln) Dem Gegenverkehr Vortritt lassen (Fahrtrichtung Willerzell) Veloland-Route 99 Herzroute (Etappe 9 Einsiedeln–Rapperswil) |
|                      | Sihlbrücke Untersiten                          | Egg                             |      | Strassenbrücke (zweispurig) mit Trottoir                                                     | Balkenbrücke                      | Beton       | 40         | 847          | Gebaut 2001, ersetzte Eisenbetonbrücke von 1939 und gedeckte Holzbrücke von 1848 Höchstgeschwindigkeit 40 km/h PostAuto-Buslinie 552 (Einsiedeln – Willerzell – Egg SZ – Einsiedeln) Veloland-Route 9 Seen-Route (Etappe 8 Einsiedeln–Niederurnen) |
|                      | Teufelsbrücke am Etzel («Tüfelsbrugg»)         | Egg                             |      | Strassenbrücke (einspurig)                                                                   | Gedeckte Brücke Stein-Bogenbrücke | Stein Holz  | 58         | 826          | Historische Sandsteinbogenbrücke mit hölzernem Überbau, hauptsächlich gebaut 1693–1699, mehrmals erneuert, vollständig restauriert 1987–1992 Das Bauwerk ist denkmalgeschützt. Vortritt vor dem Gegenverkehr (Fahrtrichtung Etzelpass) Dem Gegenverkehr Vortritt lassen (Fahrtrichtung Einsiedeln) Höchstgeschwindigkeit 50 km/h, Höchstgewicht 18 t, Höchsthöhe 3 m, Höchstbreite 2,3 m Mountainbikeland-Route 969 Höhronen Bike (Einsiedeln–Einsiedeln) Veloland-Route 9 Seen-Route (Etappe 8 Einsiedeln–Niederurnen) Wanderland-Route 3 Alpenpanorama-Weg (Etappe 8 Siebnen–Einsiedeln) und Route 4 ViaJacobi (Etappe 4 Rapperswil SG–Einsiedeln)                 |
|                      | Dreiwässeren-Brücke (Geissbodenstrasse)        | Feusisberg                      |      | Strassenbrücke (einspurig)                                                                   | Balkenbrücke                      | Beton       | 35         | 779          | Allgemeines Fahrverbot Wanderland-Route 84 Zürichsee-Rundweg (Etappe 4 Richterswil–Pfäffikon SZ) Das Bauwerk befindet sich im national geschützten Amphibienlaichgebiet Dreiwässern. |
|                      | Hauptstrasse-Brücke                            | Schindellegi                    |      | Strassenbrücke (vierspurig)                                                                  | Balkenbrücke                      | Beton       | 120        | 752          | Schiefe Plattenbrücke wurde 1972/73 erstellt. Das Bauwerk wurde 2003 renoviert. Höchstgeschwindigkeit 80 km/h (Fahrtrichtung Pfäffikon) Höchstgeschwindigkeit 60 km/h (Fahrtrichtung Biberbrugg) Flussaufwärts auf der rechten Flussseite befindet sich das national geschützte Amphibienlaichgebiet Schindellegi. |
|                      | Schindellegi-Brücke (Einsiedlerstrasse)        | Schindellegi                    |      | Strassenbrücke (zweispurig) mit Trottoirs                                                    | Balkenbrücke                      | Beton Stahl | 35         | 751          | Eröffnet 1939, ersetzte gedeckte Holzbrücke von 1765 Höchstgeschwindigkeit 50 km/h, Höchstgewicht 28 t Mountainbikeland-Route 969 Höhronen Bike (Einsiedeln–Einsiedeln) Wanderland-Route 84 Zürichsee-Rundweg (Etappe 4 Richterswil–Pfäffikon SZ) |
|                      | Südostbahn-Brücke Schindellegi                 | Schindellegi                    |      | Eisenbahnbrücke (eingleisig)                                                                 | Balkenbrücke                      | Beton       | 40         | 750          | Betonbalkenbrücke mit Brückenplatte von 1962 auf den ursprünglichen Widerlagern von 1877 einer eisernen Fachwerkbrücke. Höchstgeschwindigkeit 70 km/h Eine neue Doppelgleisbrücke ist geplant und soll ab 2024 realisiert werden. Bahnstrecke Wädenswil–Einsiedeln |
|                      | Scheerenbrücke (Sennrütiweg)                   | Wollerau                        |      | Strassenbrücke (zweispurig)                                                                  | Bogenbrücke                       | Beton       | 92         | 720          | Historische Hochspannungs-Bogenbrücke, gebaut 1915/16, totalsaniert 1998, ersetzte einen dreifeldrigen Holzsteg Die Brücke ist im Inventar der historischen Verkehrswege als Objekt von regionaler Bedeutung aufgeführt. Höchstgeschwindigkeit 80 km/h Wanderweg |
| Alte Brücke von 1931 | Quellwasserversorgung Richterswil-Steg         | Wollerau                        |      | Rohrleitungsbrücke mit privatem Werksteg                                                     | Fachwerkbrücke                    | Stahl       | 40         | 708          | Die 1931 erbaute Brücke wurde 2022/23 ersetzt. Das Richterswiler Quellwasser stammt aus 10 Wasserfassungen südlich der Sihl in der Nordflanke der Höhronen. |

### Unteres Sihltal
25 Brücken überspannen den Fluss im Zürcher Sihltal.
| Bild | Name                                        | Ort                           | Lage | Funktion | Konstruktion    | Material    | Länge in m | Höhe m ü. M. | Bemerkungen |
| ---- | ------------------------------------------- | ----------------------------- | ---- | --- | --------------- | ----------- | ---------- | ------------ | --- |
|      | Blattwag-Steg                               | Hütten                        |      | Fussgängerbrücke | Fachwerkbrücke  | Stahl       | 27         | 698          | Brücke mit Gitterrostboden AWEL Hydrometrische Messstation Nr. 547 Sihl - Blattwag, Hütten befindet sich auf der rechten Flussseite. |
|      | Hüttner-Brücke (Heitenstrasse)              | Hütten                        |      | Strassenbrücke (zweispurig) mit Trottoir | Balkenbrücke    | Beton       | 40         | 686          | Ersetzte eiserne Fachwerkbrücke von 1876 und gedeckte Holzbrücken von 1848 und 1650 Wanderweg |
|      | Finsterseebrugg (bei Strafanstalt Bostadel) | Menzingen – Hütten            |      | Strassenbrücke (zweispurig) mit Trottoirs | Balkenbrücke    | Beton       | 61         | 640          | Gebaut 1957, ersetzte gedeckte Holzbrücke von 1859 Höchstgeschwindigkeit 80 km/h Wanderweg Interkantonale Brücke (Kantonsgrenze Zug – Zürich) |
|      | Suhner-Steg (Suenerstäg)                    | Menzingen – Schönenberg       |      | Strassenbrücke (einspurig) | Fachwerkbrücke  | Stahl Stein | 45         | 592          | Historische Eisenfachwerkbrücke mit steinernen Mittelpfeiler, gebaut 1894/95 Die private Brücke ist im Inventar der historischen Verkehrswege als Objekt von regionaler Bedeutung aufgeführt. Höchstgewicht 4 t Wanderweg Interkantonale Brücke (Kantonsgrenze Zug – Zürich) |
|      | Sihlsprung-Steg                             | Menzingen – Hirzel            |      | Fussgängerbrücke | Balkenbrücke    | Stahl       | 30         | 576          | Brücke mit Gitterrostboden im Sihlsprung, gebaut 1940, ersetzte Eisenbalkenbrücke von 1900, die sich etwas weiter sihlabwärts befand Wanderweg Übergang ist nicht behindertengerecht (Treppe) Interkantonale Brücke (Kantonsgrenze Zug – Zürich) |
|      | Hafnersteg                                  | Neuheim – Hirzel              |      | Fussgängerbrücke (ehemalig) | Gedeckte Brücke | Holz        |            | 565          | Wahrscheinlich eine gedeckte Holzbrücke, durch einen grossen Erdrutsch zerstört 1713 Interkantonale Brücke (Kantonsgrenze Zug – Zürich) |
|      | Babenwaagbrücke                             | Neuheim – Hirzel              |      | Strassenbrücke (einspurig) mit Trottoirs | Gedeckte Brücke | Holz        | 39         | 561          | Historische gedeckte Holzbrücke, gebaut 1849/50, saniert 2018, diente von 1849 bis 1960 3 km sihlabwärts in Sihlbrugg der Hauptstrasse als Übergang. Das Bauwerk ist denkmalgeschützt. Die Brückenportale tragen die girlandengeschmückten Kantonswappen von Zug und Zürich und stammen übrigens von der seinerzeit abgebrochenen Eglisauerbrücke. Allgemeines Fahrverbot Wanderweg Interkantonale Brücke (Kantonsgrenze Zug – Zürich) |
|      | Schifflibrücke                              | Neuheim – Hirzel              |      | Fussgängerbrücke | Fachwerkbrücke  | Stahl       | 38         | 543          | Gebaut 2005, ersetzte offene Holzbrücke von 1983 Sihlufer-Wanderwegverbindung der Kantone Zürich und Zug Interkantonale Brücke (Kantonsgrenze Zug – Zürich) |
|      | Zugerstrasse-Brücke                         | Sihlbrugg Dorf – Hirzel       |      | Strassenbrücke (dreispurig), einspurig Fahrtrichtung Hirzel und zweispurig Fahrtrichtung Sihlbrugg mit Abzweigspur nach Menzingen, Trottoirs und Rohrleitungen an der talseitigen Brückenwand 338 | Balkenbrücke    | Beton       | 55         | 529          | Gebaut 1960, ersetzte 1849 Babenwaag-Brücke, die 3 km sihlaufwärts versetzt wurde Höchstgeschwindigkeit 60 km/h Wanderweg Interkantonale Brücke (Kantonsgrenze Zug – Zürich) |
|      | SBB-Brücke Sihlbrugg (Südspur)              | Sihlbrugg Station             |      | Eisenbahnbrücke (eingleisig), Fahrtrichtung Zug | Balkenbrücke    | Beton       | 65         | 512          | Gebaut 1960er Jahre beim Doppelspurausbau Höchstgeschwindigkeit 95 km/h Bahnstrecke Thalwil–Zug |
|      | SBB-Brücke Sihlbrugg (Nordspur)             | Sihlbrugg Station             |      | Eisenbahnbrücke (eingleisig), Fahrtrichtung Thalwil | Fachwerkbrücke  | Stahl       | 66         | 512          | Halbparabel Eisenfachwerkbrücke, gebaut 1896/97 Höchstgeschwindigkeit 95 km/h Bahnstrecke Thalwil–Zug |
|      | Sparrenaubrücke                             | Sihlbrugg Station             |      | Strassenbrücke (einspurig) | Bogenbrücke     | Beton Stahl | 42         | 510          | Historische Eisenbetonbogenbrücke, gebaut 1902, ersetzte Holzsteg, der den Hochwassern mit Eisgang zum Opfer fiel Das Bauwerk ist denkmalgeschützt und gehört zu den ältesten, noch erhaltenen Stahlbetonbrücken des Kantons Zürich Veloland-Route 94 L'Areuse–Emme–Sihl (Etappe 5 Hochdorf (Urswil)–Zürich) Wanderweg |
|      | Sihlwald-Brücke                             | Sihlwald – Oberrieden         |      | Strassenbrücke (einspurig) mit Trottoirs | Fachwerkbrücke  | Stahl Stein | 37         | 481          | Historische Brücke mit Haustein-Flusspfeiler, gebaut 1882/83, renoviert 1950er Jahre, aufwändig saniert 2016, ersetzte offene Holzbrücke von 1856 Das Bauwerk ist denkmalgeschützt. Höchstgewicht 18 t Wanderweg |
|      | Sihlbrücke Naturzentrum                     | Sihlwald – Oberrieden         |      | Fussgängerbrücke | Fachwerkbrücke  | Holz Beton  | 46         | 478          | Brücke mit Betonpfeiler, gebaut 1997 Die Brücke verbindet den Sihluferweg mit dem Besucherzentrum der Naturlandschaft Sihlwald. |
|      | Sihltalbahn-Brücke Sihlwald                 | Sihlwald – Thalwil            |      | Eisenbahnbrücke (eingleisig) | Balkenbrücke    | Beton       | 64         | 475          | Brücke auf zwei Pfeilern, gebaut 1959 Bahnstrecke Zürich HB–Sihlwald |
|      | Sihlbrücke Gattikon                         | Langnau am Albis – Gattikon   |      | Strassenbrücke (zweispurig) mit Trottoirs | Balkenbrücke    | Beton       | 35         | 463          | Gebaut 1972/73, ersetzte Eisenkonstruktion von 1882 und gedeckte Holzbrücken von 1804 und 1642 Höchstgeschwindigkeit 50 km/h AHW-Buslinie 140 (Thalwil – Gattikon – Langnau-Gattikon – Langnau am Albis) PostAuto-Buslinie 240 (Thalwil – Langnau-Gattikon – Hausen am Albis) Veloland-Route 94 L'Areuse–Emme–Sihl (Etappe 5 Hochdorf (Urswil)–Zürich)                                                                                 |
|      | Sihltalbahn-Brücke Langnau                  | Langnau am Albis – Gattikon   |      | Eisenbahnbrücke (eingleisig) mit talseitigem Fussgängersteg | Balkenbrücke    | Beton       | 67         | 462          | Brücke auf zwei Pfeilern, gebaut 1959 Bahnstrecke Zürich HB–Sihlwald Wanderweg |
|      | Stirnemannsteg                              | Langnau am Albis – Rüschlikon |      | Fussgänger- und Velobrücke | Balkenbrücke    | Stahl Beton | 50         | 457          | Brücke auf zwei Betonpfeilern, gebaut 2008, ersetzte offene Holzbrücke von 1950 Gemeinsamer Velo- und Fussweg (Reitverbot) Veloland-Route 94 L'Areuse–Emme–Sihl (Etappe 5 Hochdorf (Urswil)–Zürich) Wanderweg |
|      | Sihlmattenbrücke                            | Adliswil                      |      | Strassenbrücke (zweispurig) mit Trottoir | Balkenbrücke    | Beton       | 50         | 455          | Brücke auf zwei Pfeilern mit Metallgeländer, gebaut 1962/63 Höchstgeschwindigkeit 50 km/h |
|      | Sihlausteg                                  | Adliswil                      |      | Fussgänger- und Velobrücke | Bogenbrücke     | Beton Stahl | 44         | 453          | Historische Eisenbetonbogenbrücke, gebaut 1907 als Privatsteg für die ehemalige Mechanische Seidenstoffweberei Adliswil, saniert 1999 Das Bauwerk ist denkmalgeschützt. Fahrverbot für Motorräder, Motorfahrräder und Tiere (Reitverbot) Wanderweg |
|      | Mühlebrücke                                 | Adliswil                      |      | Strassenbrücke (einspurig) mit Trottoirs | Balkenbrücke    | Beton       | 40         | 447          | Brücke auf Mittelpfeiler mit Metallgeländer, gebaut 1958/59, ersetzte eiserne Fachwerkbrücke von 1860 Vortritt vor dem Gegenverkehr (Fahrtrichtung Webereistrasse) Dem Gegenverkehr Vortritt lassen (Fahrtrichtung Albisstrasse) Höchstgeschwindigkeit 50 km/h, Höchstgewicht 28 t |
|      | Wachtbrücke                                 | Adliswil                      |      | Strassenbrücke (zweispurig) mit Trottoirs, Velostreifenmarkierung und Mittelstreifen 383.1 | Balkenbrücke    | Beton       | 60         | 446          | Brücke auf Flusspfeiler mit Metallgeländer, gebaut 1970–1973, saniert 1998 Höchstgeschwindigkeit 50 km/h AHW-Buslinien 152 (Adliswil Bahnhof – Rütistrasse/Wacht – Bahnhof) und 156 (Adliswil – Rüschlikon – Thalwil) |
|      | Sihlbrücke Adliswil                         | Adliswil                      |      | Strassenbrücke (ehemalig) | Gedeckte Brücke | Holz        | 45         | 445          | Gedeckte Holzbrücke auf drei Mittelpfeilern, gebaut 1763, vom Hochwasser zerstört 1846 |
|      | Bahnhofbrücke (Zürichstrasse)               | Adliswil                      |      | Strassenbrücke (zweispurig) mit Trottoirs 383 | Bogenbrücke     | Stahl Beton | 40         | 445          | Eisenbogenbrücke mit Betonfahrbahn und Metallgeländer, gebaut 1926/27, mehrmals saniert (1971, 1992 und 1997), ersetzte gedeckte Holzbrücke von 1852 Höchstgeschwindigkeit 50 km/h AHW-Buslinien 184 (Zürich Wollishofen Bahnhof – Adliswi Bahnhof) und 185 (Zürich Wollishofen Bahnhof – Adliswi Bahnhof) Wanderweg |
|      | Werd-Steg                                   | Adliswil                      |      | Fussgänger- und Velobrücke | Bogenbrücke     | Beton       | 48         | 442          | Gebaut 1972/73, saniert 2015 Veloland-Route 94 L'Areuse–Emme–Sihl (Etappe 5 Hochdorf (Urswil)–Zürich) |
|      | Tüfisteg                                    | Adliswil                      |      | Fussgänger- und Velobrücke | Fachwerkbrücke  | Holz        | 45         | 438          | Gebaut 2020, ersetzte Brücke von 1985 Der Übergang ist die schweizweit erste Brücke mit einer reinen Buchenholzkonstruktion. Flussabwärts auf der rechten Flussseite befindet sich das national geschützte Amphibienlaichgebiet Tüfi-Weiher. |
|      | Entlisbergbrücke (Bruchstrasse)             | Adliswil – Zürich-Wollishofen |      | Strassenbrücke (einspurig) | Balkenbrücke    | Beton       | 50         | 437          | Brücke auf Flusspfeiler mit Metallgeländer und Konsolen-Schutzpfosten, gebaut 1958, saniert 2012 Brücke wurde als Zufahrt zur Kläranlage Sihltal erstellt. Fahrverbot für Motorwagen, Motorräder und Motorfahrräder: Ausgenommen zur Bewirtschaftung der Grundstücke Höchstgewicht 28 t Veloland-Route 94 L'Areuse–Emme–Sihl (Etappe 5 Hochdorf (Urswil)–Zürich)                                                                       |

### Stadt Zürich
27 Brücken überspannen den Fluss in der Stadt Zürich.
| Bild | Name                                               | Ort                                                       | Lage | Funktion | Konstruktion     | Material    | Länge in m | Höhe m ü. M. | Bemerkungen |
| ---- | -------------------------------------------------- | --------------------------------------------------------- | ---- | --- | ---------------- | ----------- | ---------- | ------------ | --- |
|      | Leimbach-Steg                                      | Zürich-Leimbach – Zürich-Wollishofen                      |      | Fussgänger- und Velobrücke | Gedeckte Brücke  | Holz        | 40         | 429          | Gedeckte Holzbrücke mit Asphaltfahrbahn, gebaut 1990/91, eröffnet 1992 Wanderweg |
|      | Sihltalbahn-Brücke Leimbach                        | Zürich-Leimbach – Zürich-Wollishofen                      |      | Eisenbahnbrücke (eingleisig) | Balkenbrücke     | Beton       | 60         | 428          | Brücke auf Mittelpfeiler, ersetzte Eisenfachwerkbrücke von 1892 Bahnstrecke Zürich HB–Sihlwald |
|      | Maneggbrücke (Leimbachstrasse)                     | Zürich-Leimbach – Zürich-Wollishofen                      |      | Strassenbrücke (dreispurig) mit Trottoirs und Velostreifenmarkierung, einspurig Fahrtrichtung Adliswil und zweispurig Fahrtrichtung Zürich mit Abzweigspur nach Wollishofen     | Bogenbrücke      | Beton       | 45         | 427          | Ersetzte Dreigelenk-Eisenbetonbogenbrücke von 1913 und gedeckte Holzbrücke, die 1819 abgebrochen wurde Höchstgeschwindigkeit 50 km/h VBZ-Trolleybuslinie 70 (Zürich Wollishofen Bahnhof – Milchbuck) |
|      | Höcklerbrücke                                      | Zürich-Leimbach – Zürich-Wollishofen                      |      | Strassenbrücke (einspurig), dient heute vor allem Fussgängern und Velofahrern                                                                                                   | Bogenbrücke      | Stahl       | 42         | 425          | Schützenswerte Eisenbogenbrücke, gebaut 1865/66, wurde 1999 im Rahmen der Arbeiten an der Westumfahrung von Zürich um 300 m sihlaufwärts verlegt und renoviert, ersetzte gedeckte Holzbrücke von 1819, die dem Hochwasser von 1846 zum Opfer fiel Es handelt sich bei der Höcklerbrücke wahrscheinlich um die älteste stählerne Strassenbrücke des Kantons Zürich. Fahrverbot für Motorwagen, Motorräder und Motorfahrräder: Ausgenommen zur Bewirtschaftung der Grundstücke, öffentliche Dienste und mit schriftlicher Bewilligung der Polizei oder der Forstverwaltung Höchstgewicht 6 t                      |
|      | Autobahndreieck Zürich Süd-Brücken (A3 Autobahn)   | Zürich-Leimbach / Zürich-Friesenberg – Zürich-Wollishofen |      | Autobahnbrücken (vier mehrspurige Brücken) | Balkenbrücke     | Beton       | 350        | 424          | Eröffnet 2009. |
|      | Gänziloobrücke                                     | Zürich-Friesenberg – Zürich-Wollishofen                   |      | Fussgänger- und Velobrücke | Balkenbrücke     | Beton       | 55         | 423          | Brücke auf Flusspfeiler mit Metallgeländer, gebaut 1958, saniert 2005, ersetzte Eisenfachwerkbrücke von 1894 Mountainbikeland-Route 22 Zürich–Einsiedeln Bike (Etappe 1 Zürich–Baar) |
|      | Allmendbrücke («Militärbrücke»)                    | Zürich-Wiedikon – Zürich-Wollishofen                      |      | Fussgänger- und Velobrücke | Fachwerkbrücke   | Stahl       | 53         | 421          | Brücke auf Flusspfeiler, gebaut 1906 Kein Winterdienst Metallpoller dienen als Durchfahrtssperre |
|      | Brunaubrücke (Allmendstrasse)                      | Zürich-Wiedikon – Zürich-Enge                             |      | Strassenbrücke (vierspurig) mit Trottoirs und Mittelstreifen | Balkenbrücke     | Beton       | 90         | 417          | Gebaut 1957/58, ersetzte Eisenfachwerkbrücke von 1875 Höchstgeschwindigkeit 60 km/h PostAuto-Buslinien 200 (Zürich Enge – Bonstetten-Wettswil – Affoltern a.A.) und 210 (Zürich Enge – Bonstetten-Wettswil – Bonstetten, Dorfplatz) AVA-Buslinien 444 (Bremgarten AG – Zürich Enge (Expressbus)) und 445 (Oberrohrdorf – Zürich Enge (Expressbus)) |
|      | Sihltalbahn-Brücke Brunau                          | Zürich-Wiedikon – Zürich-Enge                             |      | Eisenbahnbrücke (zweigleisig) | Balkenbrücke     | Beton       | 60         | 417          | Brücke auf Mittelpfeiler, ersetzte Eisenfachwerkbrücke von 1892 Die Brücke wird von der Sihlhochstrasse überspannt. Bahnstrecke Zürich HB–Sihlwald |
|      | Sihlhochstrasse                                    | Zürich-Wiedikon – Zürich-Enge                             |      | Autobahnzubringerbrücke (sechsspurig) | Hohlkastenbrücke | Beton       | 1250       | 415          | Spannbeton-Hohlkastenbrücke auf 93 Pfeilern, gebaut 1969–1973, eröffnet 1974 Die Brücke der Sihlhochstrasse wurde nicht fertiggestellt, an der Stelle, wo die Fortsetzung des Zürcher Expressstrassen-Ypsilons geplant war, wurde auf der Fahrbahnplatte eine Begrenzungsmauer erstellt, der Verkehr wird über die Ausfahrt Zürich-Wiedikon der geplanten Schnellstrasse geführt. Die über die Sihl verlaufende Brücke führt von Zürich-Brunau bis Zürich-Sihlhölzli. Das wuchtige Betonbauwerk beeinträchtigt den Bebauungsrand zu beiden Seiten und den Erholungsraum am Fluss. Höchstgeschwindigkeit 80 km/h |
|      | Utobrücke                                          | Zürich-Wiedikon – Zürich-Enge                             |      | Strassenbrücke (dreispurig) mit zwei separaten Busspuren, Tramgeleisen und Trottoirs, einspurig Fahrtrichtung Zürich-Enge und zweispurig Fahrtrichtung Sihlcity Nord            | Bogenbrücke      | Stein       | 42         | 415          | Gebaut 1906, ersetzte Eisenfachwerkbrücke von 1860 Die Brücke wird von der Sihlhochstrasse überspannt. «Uto» ist die literarische Bezeichnung für Uetliberg. Höchstgeschwindigkeit 50 km/h PostAuto-Buslinien 200 (Zürich Enge – Bonstetten-Wettswil – Affoltern a.A.) und 210 (Zürich Enge – Bonstetten-Wettswil – Bonstetten, Dorfplatz) AVA-Buslinien 444 (Bremgarten AG – Zürich Enge (Expressbus)) und 445 (Oberrohrdorf – Zürich Enge (Expressbus)) VBZ-Tramlinien 5, 13 und 17 sowie VBZ-Trolleybuslinie 72                                                                                              |
|      | Sihlbrücke Giesshübel                              | Zürich-Wiedikon – Zürich-Enge                             |      | Eisenbahnbrücke (zweigleisig) mit Fussgänger- und Velowegen | Balkenbrücke     | Beton       | 96         | 414          | Ersetzte Eisenfachwerkbrücke von 1875 Die Brücke wird von der Sihlhochstrasse überspannt. Die Brücke dient gleichzeitig der Sihltalbahn (Bahnstrecke Zürich HB–Sihlwald) und der Uetlibergbahn (Bahnstrecke Zürich HB–Uetliberg). Allgemeines Fahrverbot (auf Fuss- und Velowegen) |
|      | Hertersteg                                         | Zürich-Wiedikon – Zürich-Enge                             |      | Fussgänger- und Velobrücke | Hohlkastenbrücke | Stahl       | 42         | 413          | Leicht gewölpte Stahlhohlkastenbrücke, gebaut 2005 Die Brücke zwischen Sihlhölzli und Hürlimann-Areal ist nach Hermann Herter benannt, Stadtbaumeister 1919 bis 1942 und Architekt bedeutender Bauten in der Stadt Zürich. Veloland-Route 84 Mittelländer Hügelroute (Etappe 4 Muri AG–Zürich) Die hydrometrische Messstation Sihl - Zürich, Sihlhölzli (2176) vom Bundesamt für Umwelt (BAFU) befindet sich 180 m flussabwärts auf der linken Flussseite. |
|      | Oberwasserseitige Sihlhölzlibrücke                 | Zürich-Wiedikon – Zürich-Enge                             |      | Strassenbrücke (zweispurig) mit Trottoir | Balkenbrücke     | Beton       | 50         | 407          | Brücke auf Flusspfeiler mit Metallgeländer, gebaut 2002, ersetzte Eisenbahnbrücke von 1918, die 1927 als Strassenbrücke umgebaut wurde und gedeckte Holzbrücke von 1772 Einbahnstrasse Fahrtrichtung Enge durch den Ulmbergtunnel Höchstgeschwindigkeit 50 km/h |
|      | Unterwasserseitige Sihlhölzlibrücke                | Zürich-Wiedikon – Zürich-Enge                             |      | Strassenbrücke (dreispurig) mit Trottoir | Balkenbrücke     | Beton       | 50         | 407          | Brücke auf Flusspfeiler mit Metallgeländer Einbahnstrasse Fahrtrichtung Stauffacherquai und Westtangente Höchstgeschwindigkeit 50 km/h |
|      | Stauffacherbrücke                                  | Zürich-Aussersihl – Zürich-Altstadt                       |      | Strassenbrücke (zweispurig) mit zwei Tramgeleisen sowie Trottoirs mit markierten Velowegen                                                                                      | Bogenbrücke      | Beton Stahl | 40         | 406          | Schützenswerte Dreigelenkbogen-Stahlbetonbrücke mit Bronzelöwen auf vier Eckpfeilern, gebaut 1899, saniert 1990–1992 Höchstgeschwindigkeit 50 km/h VBZ-Tramlinien 8 und 17 |
|      | Bahnhof Selnau-Zugangsbrücke (im Sihl Flussbett)   | Zürich-Aussersihl – Zürich-Altstadt                       |      | Fussgängerbrücke mit Lift und Treppe | «Schiff»-Brücke  | Beton Stahl | 30         | 406          | Oberirdisches «Schiff» im Flussbett der Sihl, nördlicher Zugang zum unterirdischen Bahnhof, gebaut 1990. Der Zugang erfolgt über das südliche Trottoir der Sihlbrücke. Die Bahnstation dient der Sihltalbahn (Bahnstrecke Zürich HB–Sihlwald) und der Uetlibergbahn (Bahnstrecke Zürich HB–Uetliberg). |
|      | Sihlbrücke                                         | Zürich-Aussersihl – Zürich-Altstadt                       |      | Strassenbrücke (dreispurig) mit Trottoirs und zwei Tramgeleisen zwischen den Fahrspuren, einspurig Fahrtrichtung Sihlporte und zweispurig Fahrtrichtung Stauffacherquai         | Bogenbrücke      | Beton Stahl | 43         | 406          | Dreigelenkbogen-Stahlbetonbrücke, gebaut 1902/03, verbreitert 1932 und 1987, erneuert und um weitere zwei Meter verbreitert 2004/05, ersetzte gedeckte Holzbrücke von 1797 Höchstgeschwindigkeit 50 km/h VBZ-Tramlinien 2 und 9 sowie die Nachtbuslinie 14 |
|      | Militärbrücke                                      | Zürich-Aussersihl – Zürich-Altstadt                       |      | Strassenbrücke (einspurig) mit Rohrleitungen unterhalb der Fahrbahn | Fachwerkbrücke   | Stahl Beton | 51         | 405          | Brücke auf zwei Betonpfeilern, gebaut 1864/65, saniert 1989 Der relativ breite Verbindungssteg in der Achse der über den Fluss greifenden Kasernenanlage ist der älteste Übergang über die Sihl. Fahrverbot für Motorwagen, Motorräder und Motorfahrräder: Ausgenommen Fahrzeuge der Polizei im Einsatz Höchstgewicht 3,5 t |
|      | Gessnerbrücke                                      | Zürich-Aussersihl – Zürich-Altstadt                       |      | Strassenbrücke (dreispurig) mit zwei Tramgeleisen, Trottoirs und Werkleitungen unterhalb der Fahrbahn, zweispurig Fahrtrichtung Löwenplatz und einspurig Fahrtrichtung Sihlpost | Balkenbrücke     | Beton       | 46         | 404          | Brücke auf Flusspfeiler, gebaut 2006, ersetzte Brücke von 1933 und Eisenkonstruktion von 1855 Einfahrt verboten: Ausgenommen Bus (Fahrtrichtung Sihlpost) Gemeinsamer Rad- und Fussweg Höchstgeschwindigkeit 50 km/h VBZ-Tramlinien 3 und 14 sowie die Trolleybuslinie 31 Mountainbikeland-Route 22 Zürich–Einsiedeln Bike (Etappe 1 Zürich–Baar) Veloland-Route 84 Mittelländer Hügelroute (Etappe 4 Muri AG–Zürich) und Route 94 L'Areuse–Emme–Sihl (Etappe 5 Hochdorf (Urswil)–Zürich) |
|      | Postbrücke                                         | Zürich-Aussersihl – Zürich-Altstadt                       |      | Strassenbrücke (einspurig) mit Trottoirs und Veloabstellanlage | Plattenbrücke    | Beton       | 67         | 404          | Brücke auf vier verkleideten Betonpfeilern, gebaut 1927–1930 Einbahnstrasse Fahrtrichtung Sihlpost Höchstgeschwindigkeit 50 km/h |
|      | SBB-Geleisebrücke (Sihltunnel Zürich Hauptbahnhof) | Zürich-Aussersihl – Zürich-Altstadt                       |      | Tunnel zwischen Postbrücke und Zollbrücke | Balkenbrücke     | Beton       | 150        | 404          | Brücke auf vier Zwischenpfeilern, gebaut 1929/30 Die Sihl verläuft unter den Gleisanlagen mit den Perrons des Hauptbahnhofes. |
|      | Zollbrücke (Museumstrasse)                         | Zürich-Industriequartier – Zürich-Altstadt                |      | Strassenbrücke (dreispurig) mit zwei Tramgeleisen und Trottoirs, zweispurig Fahrtrichtung Sihlquai und einspurig Fahrtrichtung Hauptbahnhof                                     | Plattenbrücke    | Beton       | 67         | 404          | Brücke auf vier verkleideten Betonpfeilern, gebaut 1857/58, dem öffentlichen Verkehr übergeben 1861, neu erbaut 1907, totalsaniert 2008 Unterhalb der Brücke befindet sich der Tiefbahnhof Museumstrasse. Höchstgeschwindigkeit 50 km/h VBZ-Tramlinien 4, 13 und 17 Veloland-Route 66 Goldküste–Limmat (Etappe 1 Rapperswil–Zürich) |
|      | Mattensteg                                         | Zürich-Industriequartier – Zürich-Altstadt                |      | Fussgänger- und Velobrücke | Fachwerkbrücke   | Stahl Beton | 53         | 402          | Genietete Stahlfachwerkbrücke auf zwei Betonpfeilern mit abschliessbarem Eisentor, gebaut 1877–1880 im Hinblick auf die erste Schweizerische Landesausstellung. Sie verbindet das Sihlquai mit dem Platzspitz. Im Zuge der Erneuerung des Platzspitzwehrs wird der Übergang 2024/25 durch eine neue schwerlastverträgliche Zufahrtsbrücke ersetzt. Der denkmalgeschützte Steg bleibt erhalten, wird jedoch um etwa 80 m flussaufwärts versetzt. |